# 羽ノ浦健康スポーツランド
羽ノ浦健康スポーツランド（あなんしスポーツそうごうセンター）は、徳島県阿南市羽ノ浦町宮倉にある公園。

## 地理
1991年（平成3年）に開館。面積は7,000m2。「羽ノ浦健康スポーツランド公園」とも表記される。周辺には羽ノ浦総合国民体育館がある。
園内は人工芝のテニスコート3面、スケート場、はだしの広場、アスレチック施設を備えている。2011年（平成23年）12月にはスケート場がオープンする。以前は、パターゴルフ場、ロング滑り台もあった。

## 施設
- テニスコート - 3面。
- スケート場 - 「阿南市スケートパーク」、「阿南スケートパーク」とも呼ばれる。
- パターゴルフ場 （廃止）
- はだしの広場
- アスレチック施設
- ロングすべり台 （休止中） - 100mある。

## 交通
- JR牟岐線「羽ノ浦駅」より徒歩で約15分。